# Гришин, Александр Николаевич (депутат)
Александр Николаевич Гришин — советский и туркменский государственный и партийный деятель. Депутат Меджлиса Туркменистана I созыва.

## Биография
Родился в 1948 году в поселке Иолотань Марыйской области ТССР.
Образование высшее. В 1971 году окончил Туркменский политехнический институт.
1971—1974 — преподаватель Туркменского политехнического института.
1974—1977 — старший инженер военно-строительного отдела Среднеазиатского управления пограничных войск.
1977—1984 — на различных должностях в Госкомгазе ТССР: от старшего инженера отдела эксплуатации до начальника Ашхабадского областного объединения по газоснабжению и газификации.
1985—1986 — начальник промышленно-транспортного отдела Ашхабадского облисполкома.
1986—1991 — заведующий отделом промышленности, транспорта и товаров народного потребления Ашхабадского обкома КПТ; заместитель заведующего сектором социально-экономического отдела ЦК КПТ; первый секретарь Небитдагского горкома КПТ; второй секретарь Балканского обкома КПТ;
1991—2002 — секретарь Политсовета Демократической партии Туркменистана.
1995—1999 — депутат, председатель Комитета по экономике и социальной политике, член президиума Меджлиса Туркменистана.
29.07.2002—25.01.2006 — председатель Государственной таможенной службы Туркменистана.
25 января 2006 года назначен заместителем председателя Государственного комитета рыбного хозяйства Туркменистана.
С 2007 года в связи со сменой власти в стране был отстранен от должности по невыясненным причинам.
В течение нескольких лет работал в коммерческих структурах на позиции советника/эксперта.
С 2012 года переехал в Россию, в г. Санкт-Петербург.
С тех пор вышел на пенсию и проживает с семьей.

## Семейная жизнь
Женат на Паршутовой Наталье Федоровне.
Воспитывает двоих сыновей — Андрея и Николая, а также внуков — Никиту и Ксению.
Имеет пса по кличке Бад.

## Награды и звания
- Юбилейная медаль «За любовь к Отечеству» (24.09.1996)
- множество других государственных наград